# Cosme Bonet Bonet
Cosme Bonet Bonet (Ses Salines, 1974) és un polític mallorquí. És llicenciat en ciències polítiques i administració per la Universitat Autònoma de Barcelona i Graduat en Dret per la Universitat Oberta de Catalunya.
Des de 1997 fins a l'any 2000 va ser Secretari General de Joventuts Socialistes de les Illes Balears i Secretari d'Organització de l'Agrupació Socialista de Ses Salines- Colònia de Sant Jordi. Ha estat Secretari d'Innovació, Comunicació i Formació de la Federació Socialista de Mallorca (2000-2002) i Secretari d'Organització i Coordinació de la FSM des de l'any 2002 fins a 2008, va ser vocal de la Comissió Executiva del PSIB-PSOE, des de 2004. Des de 2008 a 2012 va ser vicesecretari general de la Federació Socialista de Mallorca. És Secretari de Política Autonòmica del PSIB-PSOE des del 2012, aquest any fou elegit President de la Federació Socialista de Mallorca, càrrec que ocupà fins al 2021, any en el qual fou escollit Secretari d’Organització del PSIB-PSOE de la Comissió Executiva que encapçala Francina Armengol. De 1999 a 2003 i de 2004 a 2011 va ser Conseller insular, on ha sigut Portaveu adjunt (1999-2003) i Coordinador del Grup (2004-2007).
Cosme Bonet va ser Conseller de Presidència del Consell de Mallorca des de 2007 fins al 2011, quan el PP obtingué majoria absoluta al Consell de Mallorca. Entrà de diputat al Parlament de les Illes Balears el juny de 2011, degut a la designació de Francesc Antich com senador autonòmic, càrrec que ocupà fins al final de la legislatura, on exercí de portaveu a les Comissions d'Economia i de Control de Radiotelevisió de les Illes Balears. El 2015 és elegit conseller insular a les llistes del PSIB-PSOE i nomenat Conseller executiu d'Economia i Hisenda.
Ha estat vicepresident i secretari de la Federació Balear de Bandes de Música, membre de l'Obra Cultural Balear i de l'Associació d'Amics del poble Saharaui. El mes d'abril de 2019 fou escollit senador per la circumscripció de Mallorca, repetint el novembre del mateix any, i al Senat ha estat escollit president de la comissió d'Hisenda. Deixà el Senat l’agost de 2023, després de les eleccions generals de 23 de juliol.